# Vinata

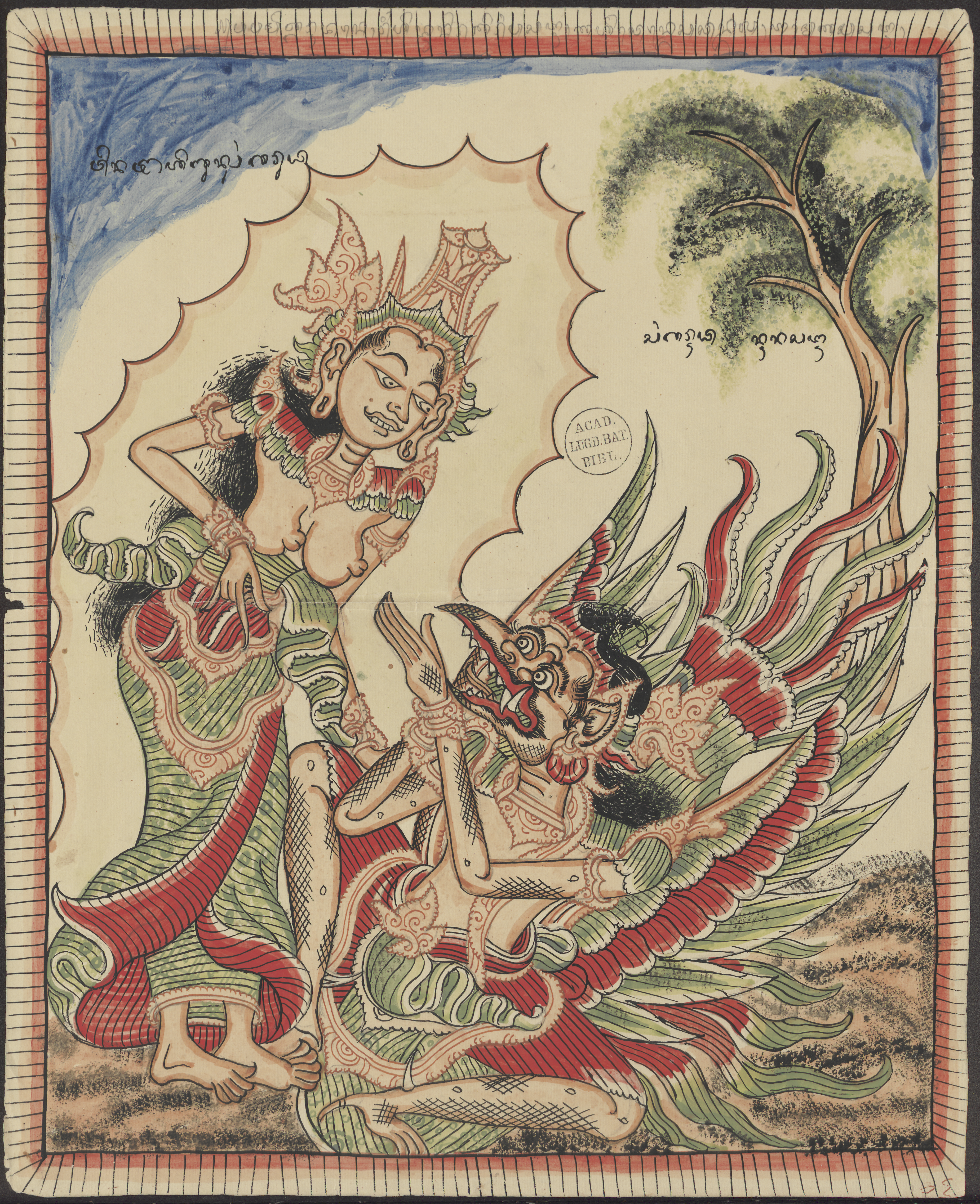
Vinata con il figlio Garuda, arte balinese

Vinata secondo la religione induista è la madre degli uccelli. È una delle sessanta figlie di Prajapati Daksha e della sua seconda moglie Asikni. È sposata con Kaśyapa, insieme a  dodici delle sue sorelle. Grazie alla benedizione del marito partorisce due figli, chiamati Aruṇa e Garuḍa (Suparna). Appena nato Aruna punisce la madre che aveva rotto il suo uovo, per farlo nascere prematuramente, a causa della gelosia nei confronti della sorella più giovane Kadru che aveva partorito prima di lei. Il secondo figlio nasce cinquecento anni dopo.